# Ламорак

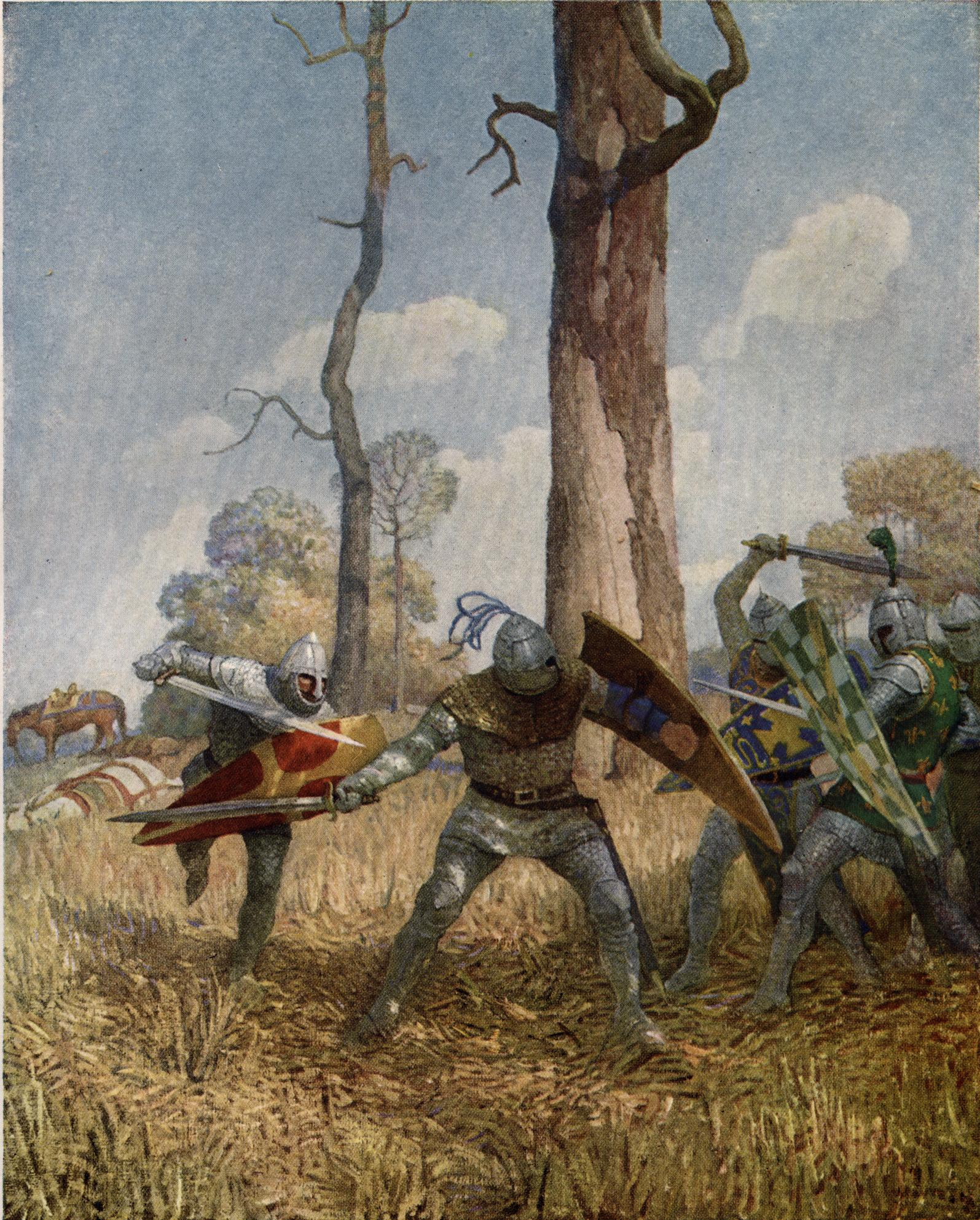
Убийство Сэра Ламорака. Иллюстрация Н. Уайат

Сэр Ламорак Уэльский — герой артуровского цикла, один из рыцарей Круглого стола. Сэр Ламорак — сын короля Пелинора, брат сэра Персиваля, сэра Агловаля, сэра Дарнарда и сэра Тора.
Томас Мэлори причисляет его к величайшим рыцарям: «…и по всему свету идет молва, что славу истинного рыцарства разделили между собой три рыцаря: сэр Ланселот Озерный, сэр Тристрам Лионский и сэр Ламорак Уэльский».
Возлюбленной Ламорака была сестра Артура — Моргауза.
Сэр Ламорак был предательски убит Агравейном, Гахерисом и Мордредом. «Cэр Агравейн, сэр Гахерис и сэр Мордред — напали на сэра Ламорака в тайном месте, убили под ним коня, а потом дрались с ним пешим три часа кряду и долее, наседая и спереди и сзади, покуда сэр Мордред не нанес ему со спины смертельную рану, разрубивши его чуть не пополам».
Смерть Ламорака стала причиной жестоких конфликтов между рыцарями Круглого стола.